# Hugo Rühle
Hugo Ernst Heinrich Rühle (Legnica, 12 settembre 1824 – Bonn, 11 luglio 1888) è stato un medico tedesco.

## Biografia
Dal 1842 al 1848 studiò medicina a Berlino, dove fu influenzato da Rudolf Virchow (1821-1902), Benno Reinhardt (1819-1852) e Ludwig Traube (1818-1876). Dopo la laurea, lavorò presso l'Allerheiligenhospital di Breslavia, e nel 1852 rimase a Breslavia come assistente presso la clinica medica di Friedrich Theodor von Frerichs (1819-1885). Nel 1859 divenne direttore del policlinico e professore presso l'Università di Breslavia.
Dal 1860 al 1864 fu direttore del dipartimento di medicina clinica presso l'Università di Greifswald, in seguito mantenne la stessa posizione presso l'Università di Bonn. Due dei suoi assistenti più noti erano il medico Hugo von Ziemssen (1829-1902) a Greifswald e il fisiologo Nathan Zuntz (1847-1920) a Bonn.

## Opere principali
- Die Kehlkopf-Krankheiten, 1861.
- Über den gegenwärtigen Stand der Tuberkulosenfrage, 1871.
- Die Lungenschwindsucht und die acute Miliartuberkulose, 1877.